# Maxime Ridouard
Maxime Ridouard est un homme politique français né le 9 février 1865 à Messais (Vienne) et décédé le 14 novembre 1949 à Moncontour (Vienne).

## Biographie
Diplômé de l'école des Beaux-Arts, il se spécialise dans la peinture et la gravure, avant de se lancer en politique. Maire de Moncontour en 1892, conseiller général, il est député de la Vienne de 1898 à 1910, inscrit au groupe des Républicains progressistes. 
Le 19 décembre 1905, il devient l'un des secrétaires du comité exécutif du Parti républicain, radical et radical-socialiste (PRRRS).

## Sources
- « Maxime Ridouard », dans le Dictionnaire des parlementaires français (1889-1940), sous la direction de Jean Jolly, PUF, 1960 [détail de l’édition]